# Dayna Kurtz
Dayna Kurtz es una cantautora norteamericana. Su música ha sido descrita como una mezcla de jazz, folk, pop y blues. Fue nombrada Compositora Femenina del Año, en 1997 por la Academia Nacional de Compositores.

## Carrera
Actúa en el circuito independiente norteamericano desde los primeros años noventa, pero hasta 2002 no publica su álbum de debut, Postcards from downtown, es uno de esos discos en el que nada sobra. Contiene un puñado de crónicas desgarradoras como Miss Liberty, Last good taste o Paterson.
Norah Jones hace dúos con ella en el tema de Duke Ellington "I Got It Bad And That Ain't Good" en 2004 en el su álbum Beautiful Yesterday. Ha aparecido en espectáculos radiofónicos de primer nivel como World Café, Mountain Stage, NPR's Morning Edition y Tell Me More.
Ha hecho giras con Elvis Costello, Richard Thompson, Mavis Staples, Dr. John, B.B. King, Richie Havens, Rufus Wainwright, Keren Ann, Chris Whitley y The Blind Boys of Alabama.
Kurtz ha grabado dos álbumes titulados Secret Canon, recogiendo blues olvidados y gemas R&B, originalmente grabadas en los años 40, 50 y 60.
El crítico James Reed del Globo de Boston escribió en una crítica de Beautiful Yesterday que " no hay una razón lógica por la qué cantautora Dayna Kurtz no se convierta en una creciente gran estrella".
En 2015 Dayna Kurtz publica Rise and Fall, que incluye el tema “You’re Not What I Needed (But You’re All That I Want)”. Este álbum ha sido influido por los acontecimientos vividos por ella en los últimos años, con la muerte de su padre y la ruptura de su matrimonio como los sucesos más determinantes, a los que añade una mudanza a la ciudad de Nueva Orleans desde Brooklyn y un nuevo amor, hechos que hacen de "Rise and Fall", una guía por todos los cambios de su vida.
"Rise and fall" incluye melodías muy precisas y elaboradas como la canción "The Hole", escrita después de velar las cenizas de su padre. "No fue hasta que terminé de componer cuando me di cuenta de que era sobre mi padre, cuando compones no tienes demasiado control realmente sobre lo que estás haciendo", confiesa Kurtz.
Pero también incluye las canciones de amor como "You hold me" y "Yes you win", escritas a raíz de los nuevos acontecimientos de su vida y la aparición de un nuevo amor. El álbum también incluye una versión de un tema de Bobby Charles y David Allan Coa, "You will always live inside of mi", a la que Kurtz le da un toque muy personal. El título del disco ("Rise and fall") se lo debe al estribillo de la canción "If I go first". "Me gusta la frase (Rise and fall) porque lo implica todo", explica la cantante, "puede implicar la caída del Imperio Romano, pero también la vida o el simple acto de respirar".

## Estilo musical
Encuadrada en el género Americana, Kurtz tiene una voz preciosa, granulada, de amplio espectro y vibrato único para transmitir sus canciones a las que cuesta encontrarles puntos débiles. Se la ha comparado con Nina Simone y con Sam Cooke, entre otras figuras. Compone y canta de manera vigorosa pero sin gritar. Con desgarro y emoción. Arrima el blues y el folk al jazz y se aparece como una cantautora de universo propio, personalidad arrolladora y hondas raíces en lo popular.
Su canto puede ser negro y elegante como el de Nina Simone, tan embaucador como el de Norah Jones y con ese fraseo que encandila en Annie Lennox. Pero cuando hurga en su tesitura más profunda, sólo Marianne Faithfull o Tom Waits son tan emocionantes.

## Discografía

### Álbumes
- 1997 - Otherwise Luscious Life - live / (Deebles Music - OUT OF PRINT)
- 2002 - Postcards From Downtown / (Kismet Records, US) - featuring ETHEL
- 2003 - Love Gets in the Way / CD Single (Munich Records/Europe)
- 2003 - Postcards From Amsterdam (Live in Concert DVD) / (Munich Records, Europe, Kismet, USA)
- 2004 - Beautiful Yesterday / (Kismet Records, US) - featuring ETHEL
- 2004 - The Beautiful Yesterday Sessions LIMITED EDITION EP / (Kismet Records US, online only)
- 2006 - Nola / (Munich Records/Europe)
- 2006 - Another Black Feather / (Kismet Records US)
- 2009 - American Standard
- 2010 - For the Love of Hazel: Songs for Hazel Dickens - Dayna Kurtz & Mamie Minch (6 tracks)
- 2012 - Secret Canon Vol. 1
- 2013 - Secret Canon Vol. 2
- 2015 - Rise and Fall

### Otras contribuciones
- Live at the World Café: Vol. 15 - Handcrafted (2002, World Café) - "Love Gets in the Way"
- 107.1 KGSR Radio Austin - Broadcasts Vol.10 (2002) - "Love Gets in the Way"